# Rawa Panjang
Rawa Panjang is een bestuurslaag in het regentschap Bogor van de provincie West-Java, Indonesië. Rawa Panjang telt 37.210 inwoners (volkstelling 2010).